# Meschowe
Meschowe (ukrainisch Межове; russisch Межевое/Meschewoje) ist eine Siedlung städtischen Typs im Osten der Ukraine in der Oblast Donezk mit etwa 1200 Einwohnern.

## Geographie
Die Siedlung städtischen Typs liegt im Donezbecken, etwa 14 Kilometer östlich vom Oblastzentrum Donezk und 12 Kilometer südöstlich vom Stadtzentrum von Makijiwka, zu dessen Stadtkreis sie zählt, entfernt.
Der Ort gehört zur Siedlungsratsgemeinde von Hrusko-Sorjanske (2 Kilometer südöstlich gelegen), welche verwaltungstechnisch dem Stadtrajon Hirnyz innerhalb von Makijiwka zugeordnet ist.

## Geschichte
Der Ort entstand als Bergbausiedlung nach dem Ersten Weltkrieg mit dem russischen Namen Soglassije (Согласие), später wurde der Ort in Meschowe umbenannt und 1957 den Status einer Siedlung städtischen Typs, seit Sommer 2014 ist der Ort im Verlauf des Ukrainekrieges durch Separatisten der Volksrepublik Donezk besetzt.